# Gil Vermouth
Gil (Gili) Vermouth (Hebreeuws: גיל ורמוט) (Haifa, 5 augustus 1985) is een Israëlische voetballer.
Vermouth werd voor het seizoen 2007-2008 door KAA Gent aangekocht van Hapoel Tel Aviv waar de speler sinds 2005 actief was. Daarvoor speelde hij voor Hapoel Haifa, de club van zijn geboortestad.
Van juli 2011 tot september 2012 speelde hij voor FC Kaiserslautern dat hem in januari 2012 tot het einde van het seizoen verhuurde aan BV De Graafschap. Daarna vertrok hij weer naar Hapoel Haifa.
Vermouth speelde sinds 2009 in totaal negentien keer voor het Israëlisch voetbalelftal. In 2010 werd hij uitgeroepen tot Israëlisch voetballer van het jaar. Vermouth heeft ook een Pools paspoort.

## Statistieken
| seizoen                       | club                 | land      | competitie    | wed. | goals |
| ----------------------------- | -------------------- | --------- | ------------- | ---- | ----- |
| 2004/05                       | Hapoel Haifa         | Israël    | Ligat Ha'Al   | 32   | 5     |
| 2005/06                       | Hapoel Tel Aviv FC   | Israël    | Ligat Ha'Al   | 28   | 1     |
| 2006/07                       | Hapoel Tel Aviv FC   | Israël    | Ligat Ha'Al   | 31   | 4     |
| 2007/08                       | KAA Gent             | België    | Eerste klasse | 21   | 1     |
| 2008/09                       | Hapoel Tel Aviv FC   | Israël    | Ligat Ha'Al   | 31   | 2     |
| 2009/10                       | Hapoel Tel Aviv FC   | Israël    | Ligat Ha'Al   | 34   | 9     |
| 2010/11                       | Hapoel Tel Aviv FC   | Israël    | Ligat Ha'Al   | 32   | 5     |
| 2011/12                       | FC Kaiserslautern    | Duitsland | Bundesliga    | 2    | 0     |
| 2011/12                       | De Graafschap (huur) | Nederland | Eredivisie    | 15   | 2     |
| 2012/13                       | FC Kaiserslautern    | Duitsland | 2.Bundesliga  | 2    | 0     |
| 2012/13                       | Hapoel Tel Aviv FC   | Israël    | Ligat Ha'Al   | 7    | 1     |
| 2013/14                       | Hapoel Tel Aviv FC   | Israël    | Ligat Ha'Al   | 34   | 6     |
| 2014/15                       | Hapoel Tel Aviv FC   | Israël    | Ligat Ha'Al   | 18   | 3     |
| 2014/15                       | Maccabi Tel Aviv     | Israël    | Ligat Ha'Al   | 3    | 0     |
| 2015/16                       | Maccabi Tel Aviv     | Israël    | Ligat Ha'Al   | 15   | 0     |
| 2015/16                       | Maccabi Haifa        | Israël    | Ligat Ha'Al   | 14   | 1     |
| 2016/17                       | Maccabi Haifa        | Israël    | Ligat Ha'Al   | 32   | 6     |
| 2017/18                       | Maccabi Haifa        | Israël    | Ligat Ha'Al   | 14   | 0     |
| 2017/18                       | Hapoel Haifa         | Israël    | Ligat Ha'Al   | 2    | 1     |
| Totaal                        | Totaal               | Totaal    | Totaal        | 367  | 47    |
| Laatst bijgewerkt: 03-03-2012 |                      |           |               |      |       |

1 Šetkus ·
2 B. Bitton ·
6 Gotlieb ·
7 Davida ·
8 S. Y. Azulay ·
9 S. Azulay ·
10 Vered ·
11 Einbinder  ·
12 Senior ·
14 Gruper ·
15 Azugi ·
16 Leidner ·
17 O. Bitton ·
19 Elias ·
20 Rosa ·
21 Traoré ·
22 Sharon ·
23 Mizrahi ·
25 Diba ·
28 Tomer ·
29 Ayzen ·
30 Balas ·
31 Hofmayster ·
33 Baranes ·
55 Xulu ·
66 Lemkin ·
77 Twizer ·
92 Becker ·
99 Maranhão ·
Coach: Klinger
· Assistent-coach: Toama